# Liber censuum
Liber censuum Romanæ ecclesiæ (slovensko Popisna knjiga Rimske cerkve), znana tudi kot Cencijev kodeks, je popis prihodkov papeštva od nepremičnin od leta 492 do 1192, ki je prvotno obsegal osemnajst zvezkov. Zapis vključuje nastanek apostolske zbornice in učinke gregorijanske reforme. Delo predstavlja "najnovejši in najbolj verodostojen poskus v nizu poskusov, ki se začnejo v 11. stoletju, da bi rimska cerkev vodila natančen popis svojih finančnih terjatev". Po mnenju zgodovinarja J. Rousseta de Pina je bila knjiga "najučinkovitejši instrument in [...] najpomembnejši dokument cerkvene centralizacije" v srednjem veku.
Michael Ott meni, da je Liber censuum "morda najdragocenejši vir za zgodovino papeške ekonomije v srednjem veku".

## Zgodovina
Dokument ima svoje korenine v poliptihu papeža Gelazija I., ki je nastal ob koncu 5. stoletja in se nadaljeval v naslednjih štirih stoletjih. Pravi Liber censuum sta leta 1192 sestavila Cencio, bodoči papež Honorij III., takrat komornik papeža Klemna III. in papeža Celestina III., in njegov pomočnik Viljem Rofio, pisar papeške zbornice. Dokument je zbral podatke iz Collectio canonum kardinala Deusdedita (1087), Liber politicus kanona sv. Petra Benedikta (okoli 1140), dosjeje nekdanjega komornika Bosona (1149–1178) in Gesta pauperis scolaris kardinala Albina (1188). Liber censuum vključuje tudi podatke iz takratnega splošnega popisa in preglednice najemnin cerkvenih posesti, organizirane po škofijah.
Najzgodnejši dokumentarni dokazi za rabo takšnega dokumenta o papeških lastninskih pravicah segajo v pismo papeža Aleksandra III. leta 1163/1164 opatu Lagny-sur-Marne, v katerem je zahteval letno plačilo ene unče zlata, dolgovanega po "nekem zapisu v knjigah apostolskega sedeža". Opat je plačilo zavrnil in ni dokazov, da je Aleksander III. zahtevo nadaljeval. Takšni primeri so verjetno tisto, kar Cencio omenja v predgovoru Liber censuum kot "nemajhna škoda in izguba", ki jo je utrpela Cerkev, ker so prejšnji zapisi " nepopolni in niso niti napisani niti urejeni verodostojno".  Omeniti je treba tudo to, da je bil Liber censuum sestavljen v času, ko je papeško dediščino ogrožal cesar Svetega rimskega cesarstva in so bila posamezna plačila iz virov po vsej Evropi zmanjšana zaradi izogibanja plačnikov in neučinkovitosti apostolske zbornice.

## Vsebina
Osemnajst zvezkov Liber censuum je razdeljenih na popise in preglednice najemnin (zv. 1-7), sezname škofij in samostanov, ki jih neposredno upravlja Sveti sedež (zv. 8), Mirabilia, mitski opis mesta Rima (zv. 9), različico Ordo romanus (zv. 10-11), papeške kronike (zv. 12-13) in sezname prepisov listin (zv. 14-18).
Datacija Liber censuum  v leto 1192 se ujema z datumom, navedenim v predgovoru dela, čeprav je ta datum morda točen samo za evidenco davkov, dolgovanih Svetemu sedežu. Vita Gregorii IX., na primer, je bila vstavljena v kodeks Liber censuum med letoma 1254 in 1265, verjetno med letoma 1255 in 1261, ko je bil komornik  Niccolò, nečak papeža Gregorja IX.
Avtor je Liber censuum opisal kot "avtoritativni seznam samostanov, bolnišnic [...] mest, gradov, gospostev [...] kraljev in knezov, ki pripadajo jurisdikciji in lastnini sv. Petra in svete rimske cerkve ter dolgovanih davkov in zneskov, ki bi jih morali plačati".
Popis je vključeval tudi seznam cerkva, opatij in škofij ter nekaj izvirnih potrdil o prejemkih in plačilih.
Vrednost pravic, zapisanih v Liber censuum, je težko natančno količinsko opredeliti. V vsakem primeru je malo verjetno, da bi bile terjatve plačane v celoti. V. Pfaff, ki je preučeval zgodovinske menjalne tečaje, je vrednost prihodkov, navedenih v Liber censuum, ocenil na 1214 unč zlata, kar bi predstavljalo manj kot 5 % letnega dohodka Riharda I. Angleškega. Ob tem je treba omeniti, da  Liber censuum ne vključuje vseh virov papeških prihodkov, zlasti ne tistih, zbranih v naravi, in prihodkov rimskih bazilik.